# Globus d'Or a la millor sèrie de televisió musical o còmica
El Globus d'Or a la millor sèrie de televisió musical o còmica (en anglès:Golden Globe Award for Best Television Series - Comedy) és un dels premis atorgats des de 1963 durant la gala anual dels Globus d'Or. Aquesta distinció escollida per l'Associació de Premsa Estrangera de Hollywood, s'entrega a la millor sèrie de televisió de gènere musical o de comèdia.
Aquest premi és el resultat de la divisió del Globus d'Or a la millor sèrie de televisió entregada entre el 1962 i el 1969. Va haver-hi dos anys (1963 i 1964) en què es van donar dos premis independents, al Globus d'Or a la Millor Sèrie de TV Comèdia (sèrie de TV - Comèdia) i un Globus d'Or a la Millor Sèrie de Televisió Musical (Sèrie de Televisió - Variety) abans de ser fusionats l'any 1970.
Excepcionalment també es van entregar dos Globus d'Or a la millor música o espectacle de varietats especials (Especial de Televisió - Musical o de Varietats) atorgats el 1973 i el 1982.

## Millors sèries de Televisió - Musical o Comèdia
Apareixen marcades en negreta les sèries guanyadores i en text cursiva les sèries que finalistes.

### Dècadal del 1960
- 1969: The Governor & J.J.
  - The Carol Burnett Show
  - Love, American Style
  - The Glen Campbell Goodtime Hour
  - Rowan & Martin's Laugh-In

### Dècada del 1970
| - 1970: The Carol Burnett Show - The Courtship of Eddie's Father - Family Affair - The Glen Campbell Goodtime Hour - The Partridge Family - 1971: All in the Family - The Carol Burnett Show - The Flip Wilson Show - The Mary Tyler Moore Show - The Partridge Family - 1972: All in the Family - M*A*S*H - The Mary Tyler Moore Show - Maude - The Sonny and Cher Comedy Hour - 1973: All in the Family - The Carol Burnett Show - The Mary Tyler Moore Show - Sanford and Son - The Sonny & Cher Comedy Hour - 1974: Rhoda - All in the Family - The Carol Burnett Show - The Mary Tyler Moore Show - Maude | - 1975: Barney Miller - All in the Family - The Carol Burnett Show - Chico and the Man - The Mary Tyler Moore Show - 1976: Barney Miller - The Carol Burnett Show - Donny & Marie - Happy Days - Laverne & Shirley - M*A*S*H - 1977: All in the Family - Barney Miller - The Carol Burnett Show - Happy Days - Laverne & Shirley - 1978: Taxi - ABC - All in the Family - CBS - Alice- CBS - The Love Boat - ABC - Three's Company - ABC - 1979: Empat entre Alice - CBS i Taxi - ABC - The Associates - ABC - The Love Boat - ABC - M*A*S*H - CBS |

### Dècada del 1980
| - 1980: Taxi - ABC - Alice- CBS - The Love Boat - ABC - M*A*S*H - CBS - Soap - ABC - 1981: M*A*S*H - CBS - Barbara Mandrell and the Mandrell Sisters - The Love Boat - ABC - Private Benjamin - CBS - Taxi - ABC - 1982: Fame - NBC - Cheers - NBC - Love, Sidney - M*A*S*H - CBS - Taxi - NBC - 1983: Fame - Sindicat - Buffalo Bill - Cheers - NBC - Newhart - CBS - Taxi - NBC - 1984: The Cosby Show - NBC - Cheers - NBC - Fame - Sindicat - The Jeffersons - CBS - Kate & Allie - CBS | - 1985: The Golden Girls - NBC - The Cosby Show - NBC - Family Ties - NBC - Kate & Allie - CBS - Moonlighting - ABC - 1986: The Golden Girls - NBC - Cheers - NBC - The Cosby Show - NBC - Family Ties - NBC - Moonlighting - ABC - 1987: The Golden Girls - NBC - Cheers - NBC - Family Ties - NBC - Frank's Place - ABC - Hooperman - ABC - Moonlighting - ABC - 1988: The Wonder Years - ABC - Cheers - NBC - The Golden Girls - NBC - Murphy Brown - CBS - Roseanne - ABC - 1989: Murphy Brown - CBS - Cheers - NBC - Designing Women - CBS - Empty Nest - NBC - The Golden Girls - NBC - The Wonder Years - ABC |

### Dècada del 1990
| - 1990: Cheers - NBC - Designing Women - CBS - The Golden Girls - NBC - Married... with Children - FOX - Murphy Brown - CBS - 1991: Brooklyn Bridge - CBS - Cheers - NBC - Evening Shade - CBS - The Golden Girls - NBC - Murphy Brown - CBS - 1992: Roseanne - ABC - Brooklyn Bridge - CBS - Cheers - NBC - Evening Shade - CBS - Murphy Brown - CBS - 1993: Seinfeld - NBC - Coach - ABC - Frasier - NBC - Home Improvement - ABC - Roseanne - ABC - 1994: Empat entre Frasier - NBC i Mad About You - NBC - Grace Under Fire - ABC - Home Improvement - ABC - Seinfeld - NBC | - 1995: Cybill - CBS - Frasier - NBC - Friends - NBC - Mad About You - NBC - Seinfeld - NBC - 1996: 3rd Rock from the Sun - NBC - Frasier - NBC - Friends - NBC - The Larry Sanders Show - HBO - Mad About You - NBC - Seinfeld - NBC - 1997: Ally McBeal - FOX - 3rd Rock from the Sun - NBC - Frasier - NBC - Friends - NBC - Seinfeld - NBC - Spin City - ABC - 1998: Ally McBeal - FOX - Dharma & Greg - ABC - Frasier - NBC - Just Shoot Me! - NBC - Spin City - ABC - 1999: Sex and the City - HBO - Ally McBeal - FOX - Dharma & Greg - ABC - Spin City - ABC - Will & Grace - NBC |

### Dècada del 2000
| - 2000: Sex and the City - HBO - Ally McBeal - FOX - Frasier - NBC - Malcolm in the Middle - FOX - Will & Grace - NBC - 2001: Sex and the City - HBO - Ally McBeal - FOX - Frasier - NBC - Friends - NBC - Will & Grace - NBC - 2002: Curb Your Enthusiasm - HBO - Friends - NBC - Sex and the City - HBO - The Simpsons - FOX - Will & Grace - NBC - 2003: The Office - BBC - Arrested Development - FOX - Monk - USA - Sex and the City - HBO - Will & Grace - NBC - 2004: Desperate Housewives - ABC - Arrested Development - FOX - Entourage - HBO - Sex and the City - HBO - Will & Grace - NBC | - 2005: Desperate Housewives - ABC - Curb Your Enthusiasm - HBO - Entourage - HBO - Everybody Hates Chris - UPN - My Name Is Earl - NBC - Weeds - Showtime - 2006: Ugly Betty - ABC - Desperate Housewives - ABC - Entourage - HBO - The Office - NBC - Weeds - Showtime - 2007: Extras - HBO - 30 Rock - NBC - Californication - Showtime - Entourage - HBO - Pushing Daisies - ABC - 2008: 30 Rock - NBC - Californication - Showtime - Entourage - HBO - The Office - NBC - Weeds - Showtime - 2009: Glee - FOX - 30 Rock - NBC - Entourage - HBO - Modern Family - ABC - The Office - NBC |

### Dècada del 2010
- 2010: Glee - FOX
  - 30 Rock - NBC
  - The Big Bang Theory - CBS
  - The Big C - Showtime
  - Modern Family - ABC
  - Nurse Jackie - Showtime

- 2011:Modern Family - ABC
  - Enlightened - HBO
  - Episodes - Showtime
  - Glee - Fox
  - New Girl - Fox

- 2012: Girls - HBO
  - The Big Bang Theory - CBS
  - Episodes - Showtime
  - Modern Family - ABC
  - Smash - NBC

- 2013: Brooklyn Nine-Nine - Fox
  - The Big Bang Theory - CBS
  - Girls - HBO
  - Modern Family - ABC
  - Parks and Recreation - NBC

- 2014: Transparent - Amazon
  - Girls - HBO
  - Jane the Virgin - The CW
  - Orange Is the New Black - Netflix
  - Silicon Valley - HBO

- 2015: Mozart in the Jungle - Amazon
  - Casual - Hulu
  - Orange Is the New Black - Netflix
  - Silicon Valley - HBO
  - Transparent - Amazon
  - Veep - HBO

- 2016: Atlanta - FX
  - Black-ish - ABC
  - Mozart in the Jungle - Amazon
  - Transparent - Amazon
  - Veep - HBO

- 2017: The Marvelous Mrs. Maisel - Amazon
  - Black-ish - ABC
  - Master of None - Netflix
  - SMILF - Showtime
  - Will & Grace - NBC

- 2018: The Kominsky Method - Netflix
  - Barry - HBO
  - The Good Place - NBC
  - Kidding - Showtime
  - The Marvelous Mrs. Maisel - Amazon